# Corey Stoll
Pour les articles homonymes, voir Stoll.
Corey Stoll est un acteur américain, né le 14 mars 1976 à New York.

## Biographie
Né dans le quartier d'Upper West Side (New York), il est diplômé de l'Oberlin College en 1998 et de la Tisch School of the Arts de l'université de New York en 2003.

### Carrière
Dès 2004, il se fait remarquer dans Intimate Apparel, une pièce de Lynn Nottage montée sur une scène du Off-Broadway, et reçoit une nomination pour un des Drama Desk Awards.
Par la suite il apparaît dans des séries à succès comme Charmed, Les Experts, Urgences, Les Experts : Miami, NCIS : Enquêtes spéciales et Alias. 
En 2005, il obtient son premier rôle au cinéma dans L'Affaire Josey Aimes aux côtés notamment de Charlize Theron et Jeremy Renner. Il commence à jouer une série de second rôle dans des films tels que Slevin, Jason Bourne : L'Héritage, Le Nombre 23 (où il donne la réplique à Jim Carrey), Push, Salt qui lui permet de partager l'affiche avec Angelina Jolie et Non-Stop où il se retrouve face à Liam Neeson.
Entre 2010 et 2011, il joue l'inspecteur Tomas « TJ » Jaruszalski dans la série télévisée Los Angeles, police judiciaire.
Il est néanmoins surtout connu pour avoir incarné l'écrivain Ernest Hemingway dans le film Minuit à Paris, réalisé par Woody Allen en 2011, ainsi que le député Peter Russo dans la première saison de la série télévisée américaine House of Cards. Ce dernier rôle lui vaut d'être nommé pour le Golden Globe du meilleur acteur dans un second rôle dans une série, une mini-série ou un téléfilm en 2013.
De 2014 à 2017, il joue le Dr Ephraim Goodweather, héros de la série télévisée d'horreur The Strain, créée par Guillermo del Toro et Chuck Hogan.
En 2015, il interprète le rôle de Darren Cross/Yellowjacket dans le film de super-héros américain Ant-Man, réalisé par Peyton Reed, puis le procureur Fred Wyshak dans le film Strictly Criminal, réalisé par Scoot Cooper.  
En 2018, il joue le rôle de l'astronaute Buzz Aldrin dans le biopic sur Neil Armstrong : First Man : Le Premier Homme sur la Lune de Damien Chazelle. 
En 2021, il joue le rôle du lieutenant Schrank dans West Side Story de Steven Spielberg.

### Vie privée
Depuis 2015, il est marié à l'actrice Nadia Bowers. Ils ont accueilli leur premier enfant en 2015.

## Filmographie

### Cinéma
- 2001 : Okénka (court métrage)
- 2005 : L'Affaire Josey Aimes (North Country) de Niki Caro : Ricky Sennett
- 2006 : Slevin (Lucky Number Slevin) de Paul McGuigan : Saul
- 2007 : Le Nombre 23 (The Number 23) de Joel Schumacher : Sergent Burns
- 2009 : Push de Paul McGuigan : Agent Mack
- 2009 : Brief Interviews with Hideous Men de John Krasinski : Le sujet #51
- 2010 : Salt de Phillip Noyce : Shnaider
- 2010 : Helena from the Wedding de Joseph Infantolino : Steven
- 2011 : Minuit à Paris (Midnight in Paris) de Woody Allen : Ernest Hemingway
- 2012 : The Time Being de Nenad Cicin-Sain : Eric
- 2012 : Jason Bourne : L'Héritage (The Bourne Legacy) de Tony Gilroy : Zev Vendel
- 2012 : Victoriana de Jadrien Steele : Bill Russing
- 2013 : Decoding Annie Parker de Steven Bernstein (en) : Sean
- 2013 : C.O.G. (en) de Kyle Patrick Alvarez : Curly
- 2014 : Non-Stop de Jaume Collet-Serra : Austin Reilly
- 2014 : The Good Lie de Philippe Falardeau : Jack
- 2014 : C'est ici que l'on se quitte (This Is Where I Leave You) de Shawn Levy : Paul Foxman
- 2014 : Glass Chin (en) de Noah Buschel (en) : Bud Gordon
- 2015 : Dark Places de Gilles Paquet-Brenner : Ben Day, adulte
- 2015 : Ant-Man de Peyton Reed : Darren Cross / le Yellowjacket
- 2015 : Strictly Criminal (Black Mass) de Scott Cooper : Fred Wyshak
- 2015 : Anesthesia de Tim Blake Nelson : Sam
- 2016 : Café Society de Woody Allen : Ben
- 2016 : Gold de Stephen Gaghan : Brian Woolf
- 2018 : First Man : Le Premier Homme sur la Lune (First Man) de Damien Chazelle : Buzz Aldrin
- 2018 : Driven de Nick Hamm : Benedict Tissa
- 2018 : The Seagull de Michael Mayer : Boris Trigorin
- 2019 : The Report de Scott Z. Burns : Cyrus Clifford
- 2021 : Many Saints of Newark - Une histoire des Soprano (The Many Saints of Newark) d'Alan Taylor : Corrado « Junior » Soprano Jr.
- 2021 : West Side Story de Steven Spielberg : le lieutenant Schrank
- 2023 : Ant-Man et la Guêpe : Quantumania  (Ant-Man and the Wasp: Quantumania) de Peyton Reed : Darren Cross / MODOK
- 2023 : Rebel Moon - Partie 1 : Enfant du feu (Rebel Moon: Part One – A Child of Fire) de Zack Snyder : Sindri

### Télévision

#### Séries télévisées
- 2004 : Charmed : Le photographe
- 2004 : New York Police Blues (NYPD Blue) : Martin Schweiss
- 2004 : Les Experts (CSI: Crime Scene Investigation) : Sex Shop Clerk
- 2005 : Les Experts : Miami (CSI: Miami) : Craig Seaborn
- 2005 : Urgences (ER) : Teddy Marsh
- 2005 : Numbers (Numb3rs): Agent Reacher
- 2005 : Alias : Sasha Korjev
- 2006 : The Nine : 52 heures en enfer (The Nine) : Alex Kent
- 2006 : Standoff : Les Négociateurs (Standoff) : Dr Wayne
- 2006 : The Unit : Commando d'élite (The Unit) : Bobby Carrol
- 2006 : FBI : Portés disparus (Without a Trace) : Steve Goodman
- 2006 : New York, police judiciaire (Law and Order) : Gerald Ruane
- 2006-2007 : NCIS : Enquêtes spéciales (NCIS) : Martin Quinn
- 2009 : The Good Wife : Collin Grant
- 2009 : The Unusuals : Lewis Powell
- 2009 : Life on Mars : Russell / Détective Ventura
- 2010-2011 : Los Angeles, police judiciaire (Law and Order : Los Angeles) : Tomas « TJ » Jaruszalski
- 2012 : Christine : Max
- 2013-2016 : House of Cards : Peter Russo
- 2014 : Homeland : Sandy Bachman
- 2014-2017 : The Strain : Dr Ephraim Goodweather
- 2014 / 2016-2017 : American Dad! : Vincent Edmonds / Nicholas Dawson / Un homme du carnaval (voix)
- 2016-2017 : Girls : Dill Harcourt
- 2018 : The Romanoffs : Michael Romanoff
- 2019 : The Deuce : Hank Jaffe
- 2020 : Baghdad Central : Capitaine John Parodi
- 2020 : Ratched : Charles Wainwright
- 2020-2022 : Billions : Michael Prince
- 2021 : Scènes de la vie conjugale (Scenes from a Marriage) : Peter
- 2024 : Twilight of the Gods : Hrafnkel (voix - saison 1, épisode 3)

#### Téléfilms
- 2006 : A Girl Like Me : L'Histoire vraie de Gwen Araujo (A Girl Like Me: The Gwen Araujo Story) d'Agnieszka Holland : Joey Marino
- 2014 : The Normal Heart de Ryan Murphy : John Bruno

## Voix francophones
En version française, Corey Stoll est dans un premier temps doublé par Jean-Claude Donda dans Alias,  Constantin Pappas dans  L'Affaire Josey Aimes et New York Police Blues, Adrien Antoine dans A Girl Like Me : L'Histoire vraie de Gwen Araujo, Pascal Vilmen dans New York, police judiciaire, Yann Guillemot dans Push, Joël Zaffarano dans Los Angeles, police judiciaire, Samuel Labarthe dans Minuit à Paris et Jean-Baptiste Marcenac dans Jason Bourne : L'Héritage.
Depuis 2014, l'acteur est principalement doublé par  Pierre Tessier, ce dernier étant sa voix dans The Strain, l'univers cinématographique Marvel, The Romanoffs, Many Saints of Newark et West Side Story. Également, Éric Aubrahn le double entre 2013 et 2016 dans House of Cards , Homeland, C'est ici que l'on se quitte, The Good Lie et Gold. Parallèlement à ces comédiens, Marc Arnaud le double dans Non-Stop, tout comme Jérôme Keen dans Strictly Criminal et The Deuce, Samuel Labarthe le retrouve dans Cafe Society, tandis qu'il est également doublé par Boris de Mourzitch dans Girls, Jérôme Pauwels dans Dark Places, Laurent Maurel dans First Man, Éric Herson-Macarel dans Driven, Philippe Vincent dans Ratched et à trois reprises par Sacha Petronijevic dans les séries Transatlantique et Complicités ainsi que dans le film Rebel Moon.